# Компенсований напівпровідник
Компенсований напівпровідник — легований напівпровідник із приблизно однаковою концентрацією донорів і акцепторів, властивості якого близькі до власного.
Для багатьох практичних застосувань виникає потреба отримувати напівпровідники із малою провідністю. Найкраще цій потребі відповідають власні напівпровідники, але для їх отримання потрібне досконале очищення від домішок. Часто це надто важко, особливо, коли виникає потреба в високоомній області всередині уже легованої ділянки напівпровідникового приладу.
Для отримання малої провідності необхідно змістити рівень хімічного потенціалу в середину забороненої зони. Цього можна досягнути, додаючи акцептори до вихідного напівпровідника n-типу, або донори до напівпровідника p-типу. Як наслідок, виникають компенсовані напівпровідники. В них електрони з донорних рівнів переходять на акцепторні рівні, заповнюючи їх і зменшуючи концентрацію дірок.